# Futurama: The Beast with a Billion Backs
Futurama: The Beast with a Billion Backs (titulada como Futurama: La bestia con un millón de espaldas en España y Futurama: La bestia con billones de brazos en Hispanoamérica) es una película cómica de ciencia ficción animada de la serie Futurama, publicada directamente en vídeo el 24 de junio de 2008 en Estados Unidos y Canadá, y que seguía a la anteriormente publicada Futurama: Bender's Big Score.

## Reparto
| Actor (voz)      | Personaje(s)                                                              |
| ---------------- | ------------------------------------------------------------------------- |
| Billy West       | Philip J. Fry Pr. Farnsworth Dr. Zoidberg Zapp Brannigan Otros personajes |
| Katey Sagal      | Leela                                                                     |
| John DiMaggio    | Bender Otros personajes                                                   |
| Tress MacNeille  | Otros personajes                                                          |
| Maurice LaMarche | Kif Kroker Calculón Hedonismbot Otros personajes                          |
| Phil LaMarr      | Hermes Conrad Billionairebot Otros personajes                             |
| Lauren Tom       | Amy Wong Otros personajes                                                 |
| David Herman     | Dr. Wernstrom Otros personajes                                            |
| Dan Castellaneta | Diablo Robot                                                              |
| David Cross      | Yivo                                                                      |
| Stephen Hawking  | Sí mismo                                                                  |
| Brittany Murphy  | Colleen O'Hallahan                                                        |